# Peter van Heemst
Erik Peter (Peter) van Heemst (Rotterdam, 10 juli 1952) is een Nederlands politicus. Hij was in de periode van 1991 tot 2006 lid van de Tweede Kamer voor de Partij van de Arbeid. Hierna was hij tot 2014 raadslid voor de PvdA in de gemeenteraad van Rotterdam.

## Levensloop
Van Heemst studeerde rechten in Rotterdam. In zijn studententijd was hij lid van studentenvereniging S.S.R.-Rotterdam. In de jaren na zijn afstuderen was hij persoonlijk medewerker van het PvdA-Kamerlid Hans Kombrink en beleidsmedewerker volkshuisvesting voor de PvdA-fractie. Van 1978 tot 1991 zat hij in de Provinciale Staten van Zuid-Holland voor de PvdA, vanaf 1987 als gedeputeerde voor stadsvernieuwing, recreatie, natuur en landschap. In 1991 werd hij lid van de Tweede Kamer.

### Tweede Kamer
In 1996 voorkwam hij samen met D66-collega Scheltema dat Rotterdam zou worden gesplitst in het kader van de vorming van een stadsprovincie. Het kabinet trok vervolgens het hele plan in.
Eveneens in 1996 stond Van Heemst samen met zijn stadgenoot Korthals (VVD) aan de wieg van de Wet Victor, die eigenaren van gesloten drugspanden op straffe van onteigening verplicht zo'n pand op te knappen en weer te verhuren.
In 2003 was Van Heemst de enige in zijn fractie die tegen het compromis stemde dat PvdA-leider Bos met het CDA sloot over de oorlog in Irak. Van Heemst was tegen die oorlog en vond dat de PvdA de lopende formatiebesprekingen met het CDA moest afbreken.

### Rotterdam
In oktober 2005 werd Van Heemst door zijn partij verkozen als lijsttrekker voor de gemeenteraadsverkiezingen van 2006 in Rotterdam. Het was de eerste keer dat de leden via een referendum hun lijsttrekker konden kiezen. Van Heemst baarde in zijn nieuwe functie opzien door het op te nemen voor het standpunt van wethouder Marco Pastors (Leefbaar Rotterdam), die in een interview had gezegd dat moslims vaak de islam opvoeren ter verdediging van criminele daden. Pastors had vanwege die uitspraak een motie van wantrouwen in de gemeenteraad tegen zich horen uitspreken.
Op 7 maart 2006 boekt de PvdA onder leiding van Van Heemst een grote winst in Rotterdam. Bij de gemeenteraadsverkiezingen gaat de partij van 11 naar 18 zetels. Een door de PvdA gewenste coalitie met Leefbaar Rotterdam (14 zetels) bleek echter onmogelijk doordat Leefbaar samenwerking afwees. Van Heemst wist uiteindelijk een bestuur van PvdA, CDA, VVD en GroenLinks te smeden. Zelf nam hij als fractievoorzitter zitting in de raad. Op 16 mei 2006 nam hij afscheid van de landelijke politiek.
In 2007 vroeg Van Heemst aandacht voor de - naar zijn mening - lage vergoeding van gemeenteraadsleden (Volkskrant 26 november 2007). Deze mening wordt niet breed gedeeld binnen de PvdA. Zelf heeft Van Heemst het recht tot zijn pensioen zijn vergoeding aan te vullen met wachtgeld vanwege zijn voormalige lidmaatschap van de Tweede Kamer.

## Trivia
- Van Heemst was in 2005 het eerste Nederlandse Tweede Kamerlid met een eigen podcast. Toen PvdA-leider Wouter Bos in september 2005 aankondigde met een podcast te komen, besloot het campagneteam van Van Heemst razendsnel zelf een dergelijk initiatief op te zetten, 'om ook wat publiciteit te pakken'.
- Bij zijn afscheid van Provinciale Staten van Zuid-Holland in september 1991 stelde hij de "E.P.van Heemst wisseltrofee" in, een onderscheiding voor een "kei van een statenlid" dat zich door een eigenzinnige en creatieve opstelling als volksvertegenwoordiger heeft weten te onderscheiden. Deze prijs is inmiddels vier keer uitgereikt. De meest recente uitreiking van deze trofee, in gemoderniseerde vorm, vond plaats in maart 2007.

- Digitale Bibliotheek voor de Nederlandse Letteren: heem090
- Parlement.com: vg09llpglgpf